# Pietzpuhl
Pietzpuhl là một đô thị thuộc huyện Jerichower Land, bang Sachsen-Anhalt, Đức. Đô thị Pietzpuhl có diện tích 22,09 km², dân số thời điểm ngày 31 tháng 12 năm 2006 là 244 người.